# Salina Kosgei
Salina Jebet Kosgei (Keiyo, 16 november 1976) is een Keniaanse langeafstandsloopster, die zich in de marathon gespecialiseerd heeft.

## Loopbaan
In 2002 won Kosgei de 10.000 m op de Gemenebestspelen. In 2004 verraste ze iedereen door de marathon van Parijs te winnen in 2:24.29. Het jaar daarop won ze de marathon van Praag en werd vierde op de New York City Marathon.
In 2006 won Salina Kosgei de halve marathon van Lissabon en werd tweede in een persoonlijk record van 2:23.22 op de marathon van Berlijn. Ook won ze dat jaar de marathon van Singapore in een parcoursrecord van 2:31.55. Op de Londen Marathon 2006 werd ze achtste. In 2007 werd ze vierde op de Londen Marathon, een prestatie die ze in 2008 herhaalde. Op de Olympische Spelen van 2008 in Peking werd ze tiende in 2:29.28.
In 2009 leverde Kosgei een van haar beste prestaties door de marathon van Boston te winnen. Daarbij was haar winnende tijd van 2:32.16 minder indrukwekkend dan de wijze waarop zij de overwinning naar zich toetrok: in de eindsprint wist zij de winnares van het voorgaande jaar, de Ethiopische Dire Tune, met precies één seconde te verslaan. Zij werd hiermee na Catherine Ndereba (2000, 2001, 2004, 2005) en Rita Jeptoo (2006) de derde Keniaanse die deze klassieke marathon op haar naam schreef.

## Titels
- Keniaans kampioene 10.000 m - 2003, 2004

## Persoonlijke records
Baan
| Onderdeel   | Prestatie | Datum             | Plaats         |
| ----------- | --------- | ----------------- | -------------- |
| 800 m       | 2.06,86   | 17 september 1992 | Seoel          |
| 1 Eng. mijl | 4.38,84   | 2 augustus 1998   | Sheffield      |
| 3000 m      | 9.05,51   | 17 juli 1999      | Nice           |
| 5000 m      | 15.01,79  | 2 augustus 2003   | Heusden-Zolder |
| 10.000 m    | 31.27,83  | 30 juli 2002      | Manchester     |
| 20.000 m    | 1:17.08,3 | 17 juni 2009      | Ostrava        |

Weg
| Onderdeel      | Prestatie | Datum             | Plaats         |
| -------------- | --------- | ----------------- | -------------- |
| 10 km          | 32.14     | 20 februari 2009  | Ras al-Khaimah |
| 15 km          | 48.32     | 20 februari 2009  | Ras al-Khaimah |
| 20 km          | 1:06.55   | 24 september 2006 | Berlijn        |
| halve marathon | 1:09.06   | 20 februari 2009  | Ras al-Khaimah |
| 25 km          | 1:24.08   | 24 september 2006 | Berlijn        |
| 30 km          | 1:41.03   | 18 november 2007  | Tokio          |
| marathon       | 2:23.22   | 24 september 2006 | Berlijn        |

## Palmares

### 800 m
- 1992: 8e WJK - 2.13,48

### 5000 m
- 2003:  Nacht van de Atletiek - 15.01,79
- 2007:  Keniaanse kamp. in Nairobi - 16.10,31

### 10.000 m
- 2002:  Fifth KAAA Weekend Meeting in Eldoret - onbekend
- 2002:  Braga - 32.09,88
- 2002:  Gemenebestspelen - 31.27,83
- 2003:  Keniaanse kamp. in Nairobi - 32.51,4
- 2003:  Keniaanse WK Trials in Nairobi - 33.14,0
- 2003: 19e WK - 32.09,15
- 2004:  Keniaanse kamp. in Nairobi - 32.49,0

### 5 km
- 1998: 5e Run by the River in Clarksville - 16.10
- 1998:  Race for the Cure Dallas - 16.43
- 2008:  Correr pela Vida in Lissabon - 16.12

### 10 km
- 1998:  Tivoli Sundown Classic in Austin - 35.57
- 1998: 5e San Antonio Express-News Alamo - 33.11
- 1999:  Sao Silvestre do Porto - 33.50
- 2003:  Sao Silvestre da Amadora - 32.37
- 2003: 4e Seine-St-Denis in La Courneuve - 32.30
- 2003:  Carrera Popular deo San Martino in Ourense - 33.26
- 2003: 5e São Silvestre da Amadora - 33.29
- 2006:  Tilburg Ten Miles - 32.29
- 2008: 5e Sunfeast World in Bangalore - 33.18

### 15 km
- 1999:  Moi University Road Race in Eldoret - 53.07

### 10 Eng. mijl
- 2010: 5e Dam tot Damloop - 53.51

### halve marathon
- 1999:  halve marathon van Setubal - 1:12.01
- 1999:  halve marathon van Aveiro - 1:13.00
- 2003:  halve marathon van Lille - 1:11.16
- 2003: 41e WK - 1:15.41
- 2003:  halve marathon van Nazaré - 1:11.56
- 2004:  halve marathon van Lissabon - 1:10.32
- 2005:  halve marathon van Virginia Beach - 1:10.03
- 2005: DNF WK
- 2006:  halve marathon van Lissabon - 1:07.52
- 2007:  halve marathon van Lissabon  - 1:09.47
- 2007:  halve marathon van Lissabon  - 1:11.08
- 2008:  halve marathon van Ras al-Khaimah - 1:12.29
- 2008:  halve marathon van Lissabon - 1:09.57
- 2008:  halve marathon van Lissabon - 1:11.10
- 2009: 5e Great North Run - 1:10.11

### marathon
- 2004:  marathon van Parijs - 2:24.32
- 2005:  marathon van Praag - 2:28.42
- 2005: 4e New York City Marathon - 2:25.30
- 2006: 8e marathon van Londen - 2:28.40
- 2006:  marathon van Berlijn - 2:23.22
- 2006:  marathon van Singapore - 2:31.55
- 2007: 4e marathon van Londen - 2:24.13
- 2007:  marathon van Tokio - 2:23.31
- 2008: 4e marathon van Londen - 2:26.30
- 2008: 10e OS - 2:29.28
- 2008: 5e marathon van Tokio - 2:30.34
- 2009:  Boston Marathon - 2:32.16
- 2009: 5e New York City Marathon - 2:31.53
- 2010:  marathon van Boston - 2:28.35
- 2010: 16e New York City Marathon - 2:34.14
- 2011: 5e marathon van San Diego - 2:32.06
- 2011: 9e marathon van Yokohama - 2:35.26
- 2012:  marathon van Amman - 2:42.48
- 2013: 4e marathon van Stockholm - 2:47.23
- 2013:  marathon van Cannes - 2:41.34
- 2015:  marathon van Kinmen - 2:44.10
- 2016:  marathon van Taipei - 2:45.46